# Anatomie des lépidoptères
Pour un article plus général, voir Anatomie des insectes.

Schéma d'un lépidoptère

L’anatomie des lépidoptères décrit la morphologie des structures externes et internes chez les lépidoptères et les principales propriétés de ces structures. L'anatomie des imagos (ou papillons) présente de nombreux points communs avec les insectes : corps divisé en trois tagmes, tête, thorax  et abdomen. Leur tête possède deux gros yeux composés, une trompe qui tient lieu de bouche et des antennes qui ornent leur partie supérieure. Trois paires de pattes ainsi que deux paires d'ailes longent le thorax. L'abdomen est le corps du papillon à proprement parler, siège des organes vitaux. Les nervures des ailes ainsi que leur couleur sont usuellement utilisées afin de déterminer la taxonomie de l'animal. Cependant, certaines espèces nécessitent l'examen des parties génitales ou de tests chimiques.

## La tête, le thorax et l'abdomen

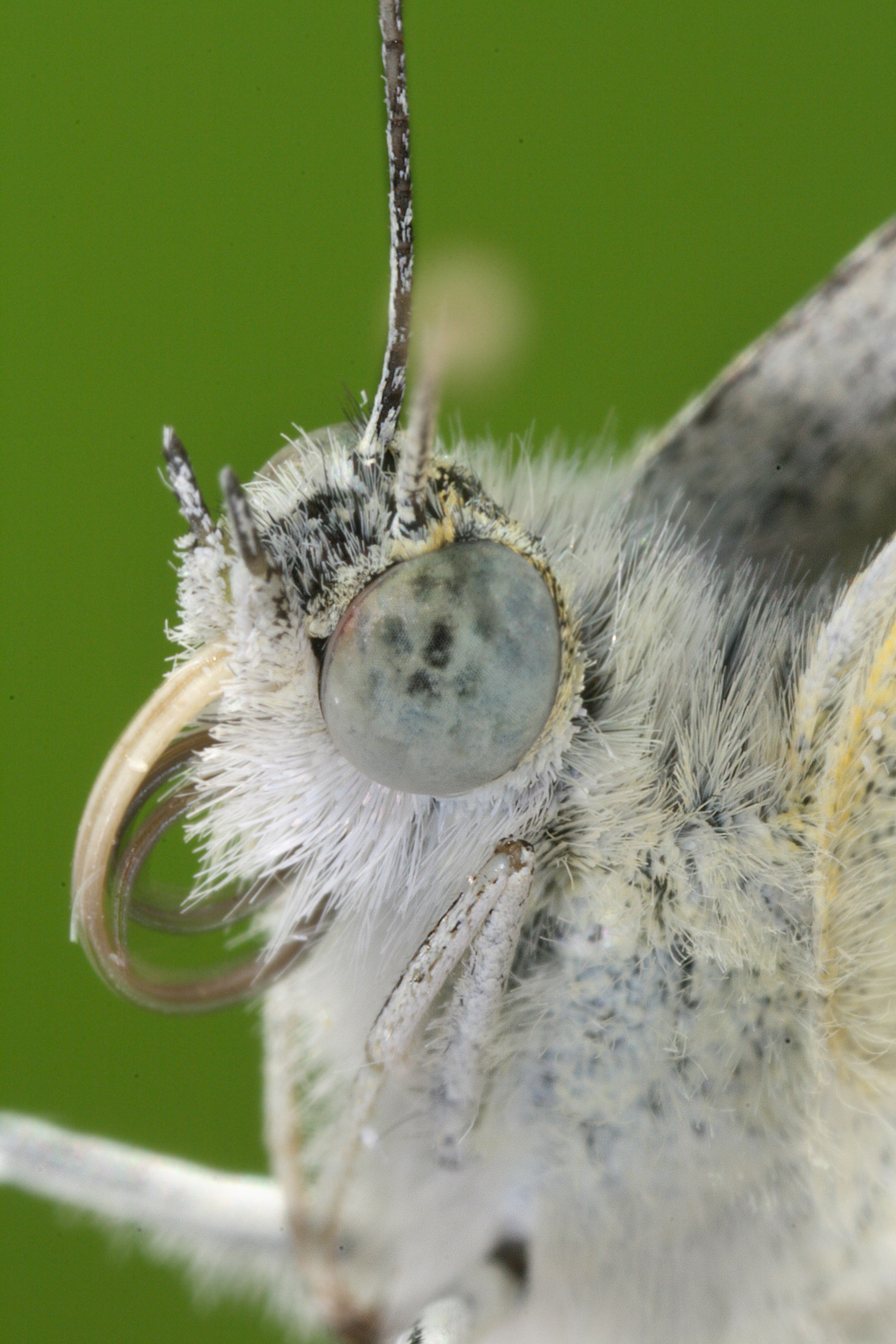
Tête du rhopalocère Pieris rapae.

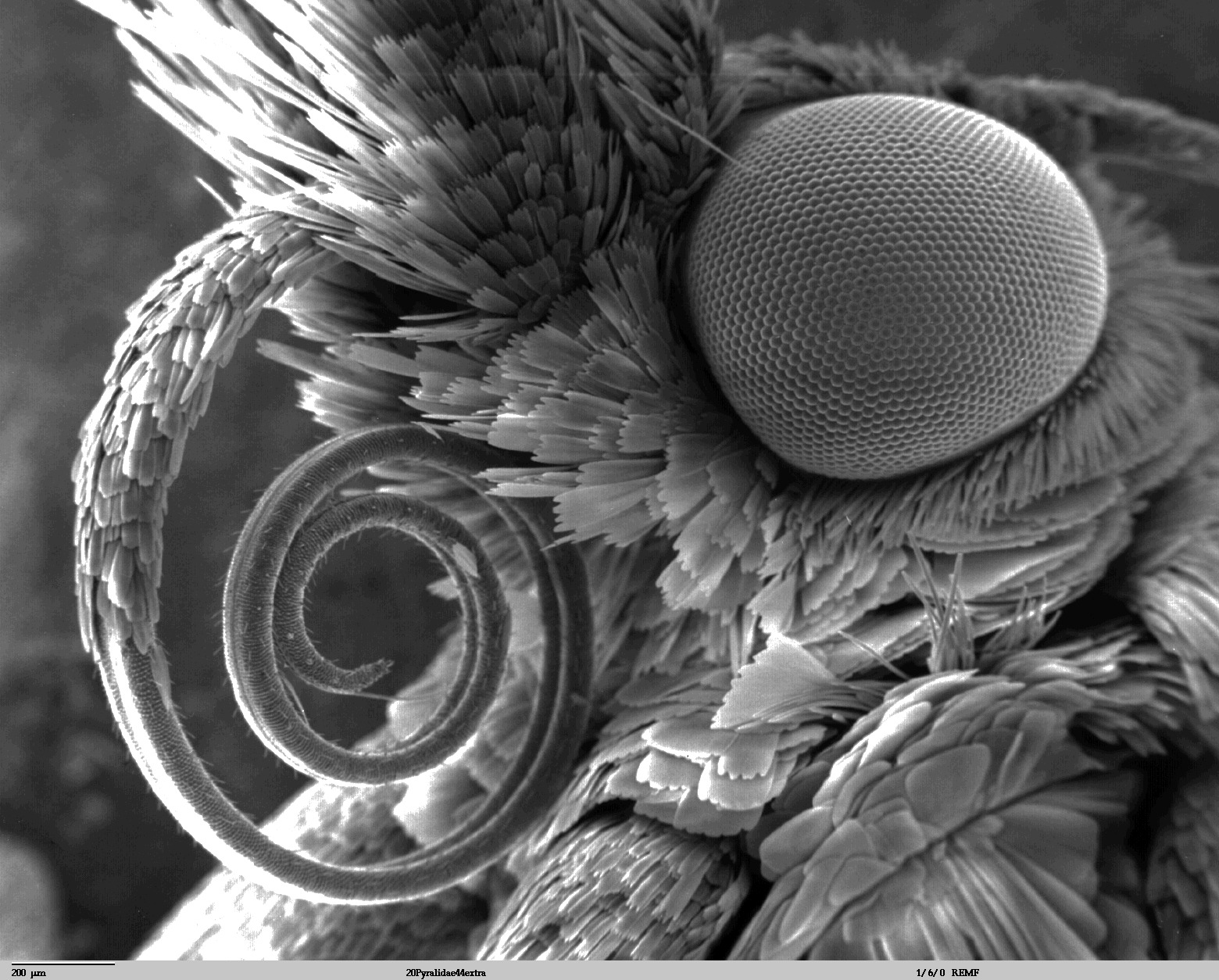
Yeux et trompe de lépidoptère.

### La tête
La tête a une mobilité très restreinte. Cependant, elle possède des yeux composés permettant une vision quasi panoramique et très sensible aux mouvements. Néanmoins, l'acuité visuelle est très limitée. Le front, situé entre les deux yeux, est orné d'une touffe de poils, outil parfois nécessaire à l'identification.
La trompe enroulée, qui peut être considérée comme une bouche, est caractéristique des lépidoptères. Elle est constituée de deux gouttières formant un canal servant à aspirer les sucs nutritifs.
Plus précisément, la trompe est formée par les galeas des maxilles qui sont fortement allongées et reliées entre elles par deux coaptations : l'antérieure formée de soies et la postérieure formée de crochets qui les solidarisent fortement formant ainsi un canal qui permet l'aspiration du nectar. Toutes les autres pièces buccales sont atrophiées ou absentes à l'exception des palpes labiaux articulés qui protègent la trompe lorsqu'elle est enroulée au repos. Les adultes se nourrissent pour la plupart de nectar des plantes à fleurs. Cependant, certains ont les pièces buccales classiques des insectes et sont donc considérés comme des espèces « primitives », tandis que d'autres, comme la Livrée des arbres (Malacosoma neustria), le Cossus gâte-bois (Cossus cossus) ou l'Isabelle (Actias isabellae), ont une trompe atrophiée et ne se nourrissent peu ou pas du tout à l'état adulte. Ils ne peuvent donc vivre que quelques jours, grâce aux réserves accumulées par la chenille,.
Enfin une paire d'antennes orne la partie supérieure. Elles peuvent être en forme de massue, de plumes, de brosses, etc. Ce sont des organes sensoriels très importants car ils sont le siège principal des sens olfactifs. Cependant ce sens est très développé et se rencontre également dans la trompe, les palpes et les pattes.

### Le thorax

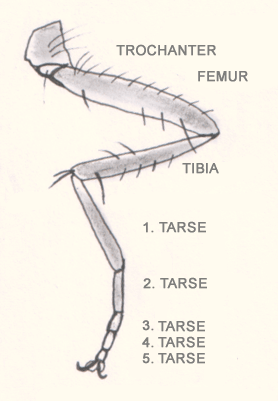
Patte de lépidoptère.

Le thorax prolonge la tête. Il porte deux paires d'ailes ainsi que trois paires de pattes. Chez certaines espèces, la première paire de pattes est atrophiée et non fonctionnelle. Toutes les pattes non atrophiées sont articulées grâce à leur fémur, tibia et tarses respectifs. Généralement, la structure du dernier tarse se termine par une paire de griffes. Le thorax contient le jabot et l'estomac du papillon. Il contient également les muscles du vol.
De nombreux papillons de nuit possèdent un système auditif situé sur le thorax dans de petites cavités fermées par une fine membrane. Ces récepteurs leur permettent de repérer les chauves-souris. En effet, celles-ci émettent des ultrasons par leur système d’écholocalisation, auxquels sont sensibles les papillons.

### L'abdomen

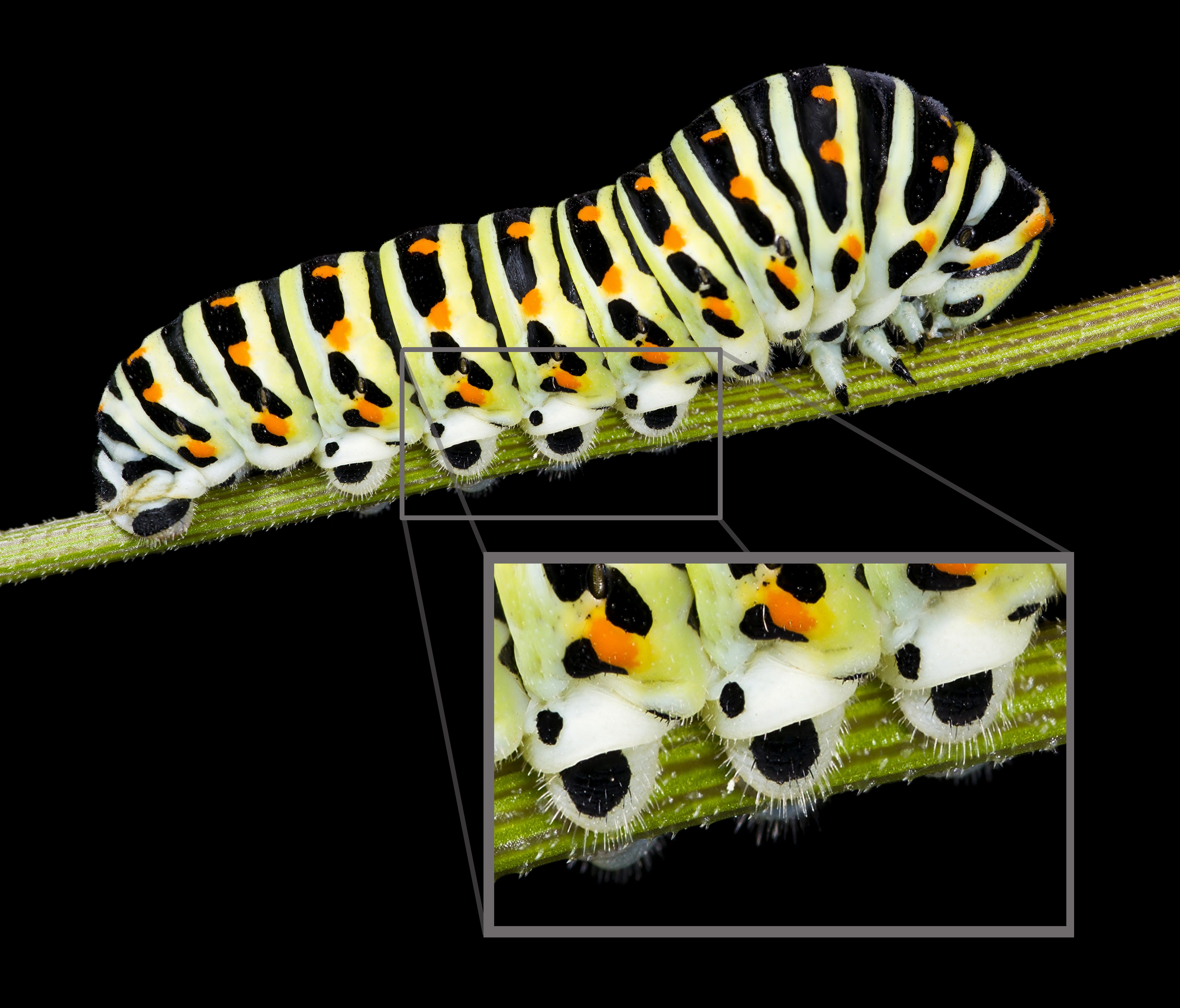
Fausses pattes chez la chenille du Papilio machaon.

Par rapport à la tête et au thorax, l'abdomen est mou et flexible. Il contient les organes de digestion : les viscères de l'insecte (intestin, rein, tubes de Malpighi, etc.). Il porte de chaque côté une rangée de stigmates pour permettre la respiration. Enfin, l'abdomen contient les organes reproducteurs nommés genitalia. L'abdomen des femelles contient les œufs, il est donc plus volumineux que celui du mâle. Chez ces derniers, le phallus est un élément de détermination. Sous l'abdomen de certaines larves se situent parfois des  séries de ventouses appelées fausses pattes.

## Les ailes

### Les écailles alaires et ocelle
Une écaille alaire est une minuscule plaque chitineuse doté d'un pédicelle à sa base permettant son insertion sur la membrane. Le mot lépidoptère vient de cette caractéristique : lepidos veut dire écailles en grec. La majorité de ces écailles est pigmentée, cependant certaines couleurs métalliques sont essentiellement optiques. Ce phénomène, appelé diffraction de la lumière, est également visible sur les pellicules d'huile flottant sur l'eau. Ces reflets dépendent de l'angle de vision, à l'instar du Grand mars changeant.

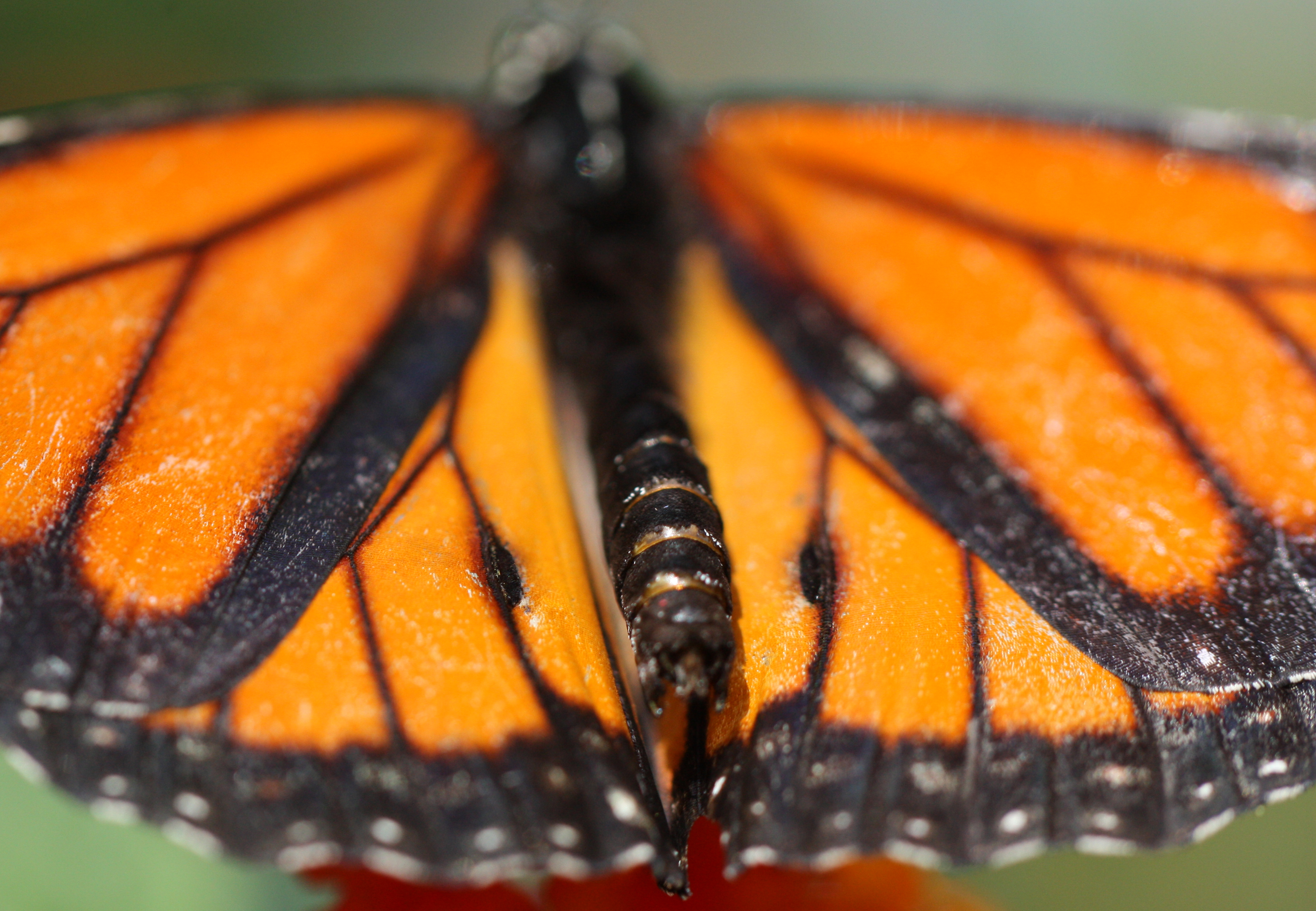
Androconies d'un Monarque. Ce sont les deux taches noires de part et d'autre de l'abdomen sur les ailes postérieures.

Les androconies sont des écailles spécialisées présentes chez les mâles. Lors des parades nuptiales, elles diffusent des substances sexuelles chimiques odoriférantes, issues de glandes. Elles peuvent être disséminées parmi les écailles ordinaires comme former une touffe fibreuse bien nette. Ces écailles sont régulièrement situées sur la face supérieure de l'aile antérieure.
Les ocelles (yeux) vifs sur un fond vermeil qui rappellent ceux des plumes de paon sont typiques du Paon du jour. Ce sont des ornementations de défense : ces ocelles sont exposés lorsque le papillon est troublé par un prédateur (tel qu'un oiseau). Cette démonstration brutale de l'éclat de ses ailes accompagné par l'effleurement des ailes ouvertes (qui crée un bruit de sifflement), effraie et repousse l'importun. En effet, les ailes ouvertes créent l'impression d'un visage de mammifère tel qu'un chat, et ceci décourage le prédateur assez longtemps pour que le Paon du jour puisse prendre la fuite. Le revers brun de ses ailes, quant à lui, lui permet de se glisser au sein des feuilles mortes sans qu'il soit visible, ce phénomène est un cas particulier de livrée homochrome.

### Convention sur l'ornementation des ailes
Pour un article plus général, voir Glossaire des insectes.

Ailes de papillon : numérotation des nervures et nomenclature des régions alaires.

L'aspect des ailes est d'une grande importance pour l'identification des papillons.
Pour faciliter la description de leur ornementation, leur surface est traditionnellement divisée en régions portant des noms conventionnels.
La numérotation des nervures et des espaces internervuraux est également standardisée.
- Androconie : Écaille de structure spéciale, odoriférante. Les androconies sont souvent regroupées en touffe sur les ailes des mâles.
- Angle anal : Jonction des bords interne et externe de l'aile postérieure.
- Antémédian : Qualifie la région alaire située entre la base et l'aire médiane.
- Apex : Jonction du bord costal et du bord externe de l'aile. L'apex est assez pointu aux ailes antérieures et plutôt arrondi aux ailes postérieures.
- Apical : Qualifie la région alaire située juste sous l'apex.
- Aveugle : Se dit d'un ocelle non pupillé (voir ce mot).
- Base : Point d'attache de l'aile au thorax.
- Basal ou Basilaire : Qualifie la région située à la base de l'aile.
- Cellule : Partie de l'aile d'un papillon situé entre la base et le tronc des nervures radiale et cubitale. La cellule est dite fermée lorsque toutes les nervures discoïdales sont présentes et ouverte si au moins une manque.
- Chevron : Dessin en forme d'accent circonflexe, souvent présent par série.
- Cils : Poils courts situés sur les bords des ailes, constituant la frange.
- Côte, Costa ou Bord costal : Bord antérieur de l'aile.
- Cryptique : Se dit d'une ornementation visant à soustraire le papillon au regard de ses prédateurs, notamment par homochromie (exemple : le verso des ailes postérieures du Paon du jour).
- Discoïdal, Discal ou Discocellulaire : Qualifie une cellule spéciale située vers le milieu de l'aile. Chez les lépidoptères, se dit de ce qui appartient à l'aire centrale. La cellule discoïdale est un polygone délimité par les grosses nervures.
- Distal : Qui est le plus éloigné du point d'attache de l'aile au corps (antonyme : proximal).
- Envergure : Mesure de taille d'un papillon, consistant en la distance entre les apex des ailes antérieures étalées. Cette mesure étant peu précise, on lui préfère généralement la LAA (voir ce terme).
- Falqué : Se dit de l'aile antérieure quand son apex est saillant et son bord externe concave (en forme de faux). Exemple : l'aile antérieure du Citron (Gonepteryx rhamni).
- Frange : Rangée de poils prolongeant l'aile sur son bord externe.
- Longueur de l'aile antérieure (LAA) : Mesure standardisée de la taille d'un papillon, consistant en la distance entre l'apex de l'aile antérieure et son point d'attache au thorax.
- Lunule : Dessin en forme de croissant, souvent présent par série.
- Macule : Tache au sens large, aux bords généralement mal définis.
- Marge : Région alaire longeant le bord externe de l'aile.
- Marginal : Qualifie les motifs situés le long de la marge.
- Nervation : Réseau formé par les nervures des ailes.
- Ocelle : Motif alaire formé d'une tache circulaire ayant souvent un point clair en son centre (pupille). Certains ocelles ont un rôle de lutte contre les prédateurs en tant que leurre ou moyen d'intimidation.
- Organe de Julien : Chez les Satyrinae, groupe de bâtonnets formés d'écailles modifiées insérés sur la partie dorsale de l'abdomen. On suppose que ces structures reçoivent ou émettent des substances chimiques sexuelles.
- Pli anal : Pli de l'aile postérieure, étroitement parallèle au bord interne.
- Pli costal : Repli de la côte renfermant les androconies.
- Postdiscal ou Postmédian : Qualifie la région alaire située après l'aire discale et avant l'aire submarginale en allant vers le bord externe.
- Proximal : Qui est le plus proche du point d'attache de l'aile au corps (antonyme : distal).
- Pupille : Petit point clair situé au centre d'un ocelle, qui est alors dit pupillé.
- Queue : Expansion allongée de l'aile postérieure de certains papillons (exemple : le Machaon).
- Sagitté : En forme de pointe de flèche.
- Submarginal : Qualifie la région alaire située juste avant la marge d'une aile.
- Termen : Bord externe de l'aile antérieure (le plus éloigné du corps, entre l'apex et le tornus).
- Tornus : Jonction des bords interne et externe de l'aile antérieure.

## Différences entre rhopalocères et hétérocères
Les Lépidoptères sont classiquement considérés comme répartis en deux groupes : les papillons de jour ou rhopalocères et les papillons de nuit ou hétérocères. Ce classement est controversé.
L'essentiel des Lépidoptères sont actuellement classés en 30 ou 40 superfamilles. Si l'une d'entre elles, les Papilionoidea, correspond à peu près aux Rhopalocères,  avec des antennes filiformes à l’extrémité épaissie (« en massue »), les ailes repliées recto contre recto sur le dos... et ne comprennent que des papillons de jour, par contre les hétérocères sont l'ensemble de tous les autres Lépidoptères, avec des caractères très divers, certains diurnes, d'autres nocturnes... ils forment toutes les autres superfamilles, disparates. Ce n'est pas un regroupement homogène et scientifique.

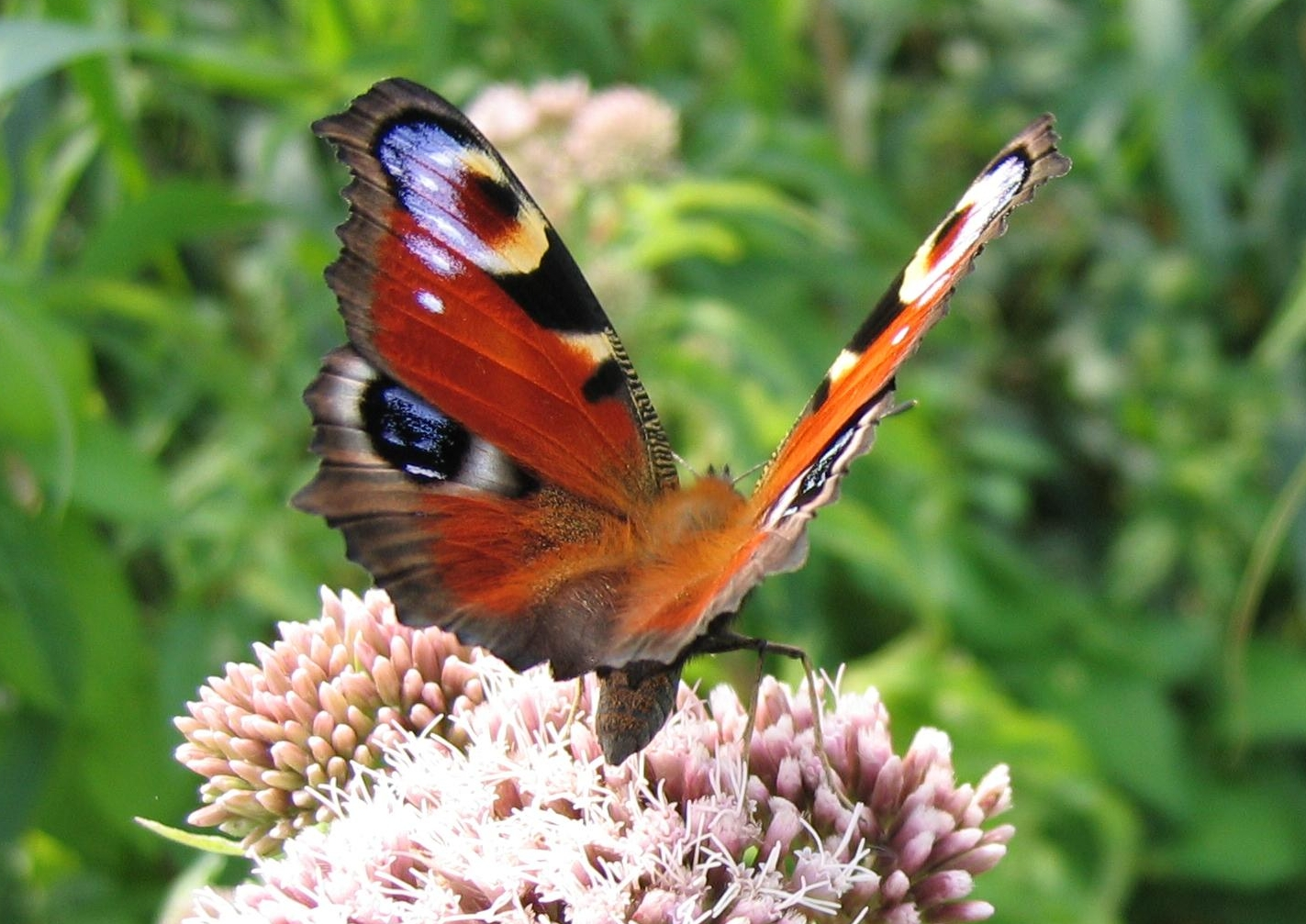
Papillon de jour typique.
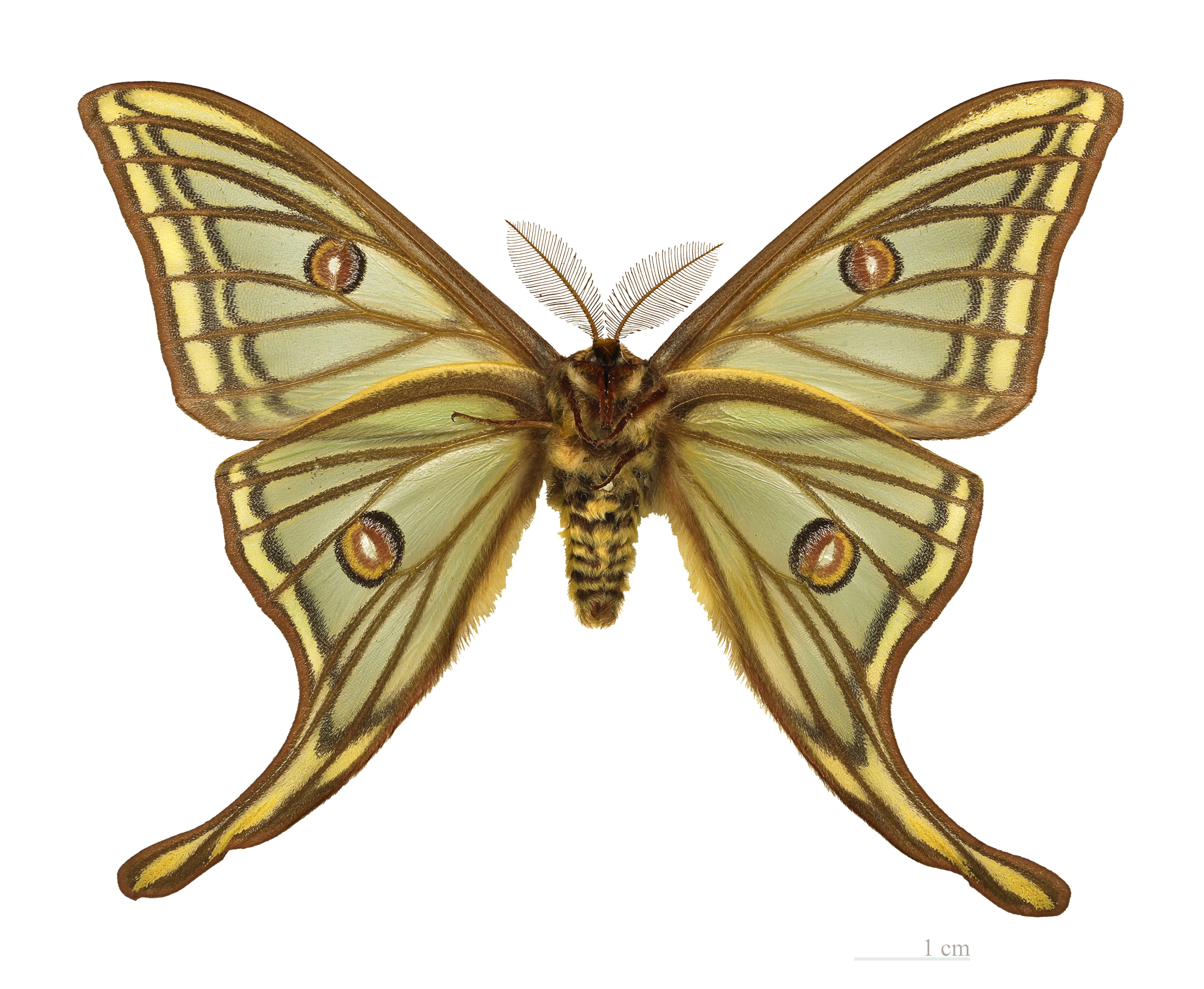
Papillon de nuit typique.